# سميز موسى باشا
سميز موسى باشا أو موسى باشا السمين سياسي عثماني نُصِّب والياً على بغداد خلفاً للوالي إبراهيم باشا للفترة من (2 ذي القعدة لسنة 1057ه‍، إلى 21 ذي الحجة لسنة 1058ه‍) الموافق (1647-1648 م)، وخلفه على ولاية بغداد الوالي ملك أحمد باشا.

## الوزير موسى باشا
سميز موسى باشا أي موسى باشا السمين، كان مصاحباً للسلطان إبراهيم الأول ومن مرافقيه، وكان أمير سلاح (سلحدار) فعهد إليه بمنصب روم إيلي ثم صار والي بغداد، وسمي بالسمين من جراء أنه يصعب عليه الذهاب والإياب أو المشي. ويقال ان السلطان أنعم عليه بهذا المنصب لرفع الكلفة عنه. وفي تاريخ نعيما سماه (قبوجي موسى باشا). وقد أنشأ سقاية ماء في بغداد تسمى سقاية سميز موسى باشا.

## الإدارة
هذا الوزير حين تسلم زمام الإدارة فوض أموره إلى أرباب الأغراض بل تغلب الينكجرية عليه، فلم يعدل بين الرعية فكانت إدارته طبق رغباتهم فلم يبق له إختيار. أهمل الصفح والعفو وراعى الشدة والقسوة دون أن يقف عند حد ولم يبق أثر من صفاته في وزارته الأولى من عفو وصفح.

## القسوة المفرطة
أوقع برجال الفتنة زمن سلفه إبراهيم باشا ما أوقع فلم ينظر بعيداً في دقائق الأمور وبادر بالقسوة في (جند بغداد)، متهماً لهم جميعاً، أخرجهم من المدينة وبعث جيشاً في تعقب أثرهم وعلى هذا أسر المشاة منهم فأمر بقتلهم، ثم صار يتحرى المتخفين داخل المدينة وخارجها حتى أنه اتهم من كان لم يرض بحدوث هذا الأمر فأوقع بهم مع أنهم كانوا أبرياء. فتركت البقية من جند بغداد ديارها وهربت إلى بلاد العجم فعاشت في غربة أو هلكت في الطريق. صار القوم يشتبهون من كل واحد من الأهلين ببغداد فلم يأمنوا على حياتهم، يخشون الغوائل ويتوقعون الأخطار فكان الإضطراب مستولياً على بغداد.

## التحقيق
هذه الأحداث دعت الحكومة ان ترسل كلاً من الوزير محمد باشا جاووش زاده أمير أمراء ديار بكر والوزير أحمد باشا الطيار وجعفر باشا فكل هؤلاء مع جيوشهم في هذه الإيالات أرسلوا لمحافظة بغداد، فكان لهم الأثر الكبير.

## هدية الشاه
وفي هذا التاريخ قدم شاه العجم فيلين يضاهي كل واحد منهما كأنه الجبل مع هدايا أخرى أرسلها إلى السلطان صحبة سفيره محمد قولي خان السفير السابق. مر بهما من بغداد، فذهب إلى إستنبول.

## عزل الوالي وقتله
ولما ثبت تعدي الوزير سميز موسى باشا في بغداد وظلمه على الأهالي وقد تجاوز الحد صدر الفرمان بعزله، وعند وصوله إلى إستنبول صدر فرمان قتله، فقتل في سجن يدي قله.